# 1998年スペイングランプリ
1998年スペイングランプリ（XL Gran Premio Marlboro de España）は、1998年F1世界選手権の第5戦として、1998年5月10日にカタロニア・サーキットで開催された。

## レース概要
ミカ・ハッキネンがポールポジションを獲得、チームメイトのデビッド・クルサードは0.7秒差で2位、フェラーリのミハエル・シューマッハがクルサードから0.7秒差の3位となった。レースはハッキネンの勝利のための形式的な手続きに過ぎなかった。クルサードが2位、シューマッハが3位となった。
アロウズのペドロ・ディニスはウォームアップ走行でエンジンストールし、ピットスタートとなった。決勝ではマクラーレンの2台がうまくスタートを切ったものの、シューマッハは失敗しチームメイトのエディ・アーバイン、ベネトンのジャンカルロ・フィジケラに抜かれ5位に沈む。最初のピットストップが始まるまでこの順位は変化しなかった。アーバインはシューマッハが挽回できるようにフィジケラをブロックし、シューマッハは両者を抜いて3位に挽回した。フィジケラとアーバインはその後もバトルを続け、28ラップ目にアウト側からアーバインにアタック、結果接触し両者はグラベルに飛び込んだ。これによりフィジケラのチームメイト、アレクサンダー・ヴルツが4位に浮上、この順位のままフィニッシュした。ハッキネンはチームメイトのクルサードより一貫してペースが速く、同じ車に乗っていながらもペースを合わせることができなかった。元ドライバーのマーティン・ブランドルはハッキネンが「彼自身のクラス」で走っているとコメントした。
レースの間にミハエル・シューマッハとミナルディのエステバン・トゥエロはピットレーンでの制限速度違反のため10秒のストップゴーペナルティを受けた。
スチュワート・グランプリのルーベンス・バリチェロは5位入賞、2ポイントを獲得したがこれはチームにとってシーズン初のポイントであり、チームが準備した新しいエンジンとシャシーがこれを可能にした。しかしながら、チームメイトのヤン・マグヌッセンの使用した車両はふるいシャシーであった。元世界チャンピオンのジャック・ヴィルヌーヴは、ウィリアムズが1989年アメリカグランプリ以来記録した最悪の予選結果でスタートし、結局6位でフィニッシュした。
最終ラップでウィリアムズのハインツ＝ハラルド・フレンツェンがプロスト・グランプリのヤルノ・トゥルーリを抜いて8位に入った。トゥルーリはマーシャルのミスでブルーフラッグを掲示され、フレンツェンに追い抜かれたが、実際にはブルーフラッグはウィリアムズではなくフェラーリに掲示されるはずの物であった。

「僕は本当に怒っている。なぜなら素晴らしいバトルを諦めねばならなく、彼らが盲目で車を認識できなかったために不当に順位を失ったからだ。もちろん、8位でフィニッシュしようが9位だろうがそれはあまり重要ではないけれど、しかしレーサーにとっては重要なことなんだ。ブルーフラッグの場合、僕は代わりの手段を持っていなかったんだ。」ヤルノ・トゥルーリ

レース後、フィジケラはアーバインとの衝突のため、7,500ドルの罰金を科された。

## 結果

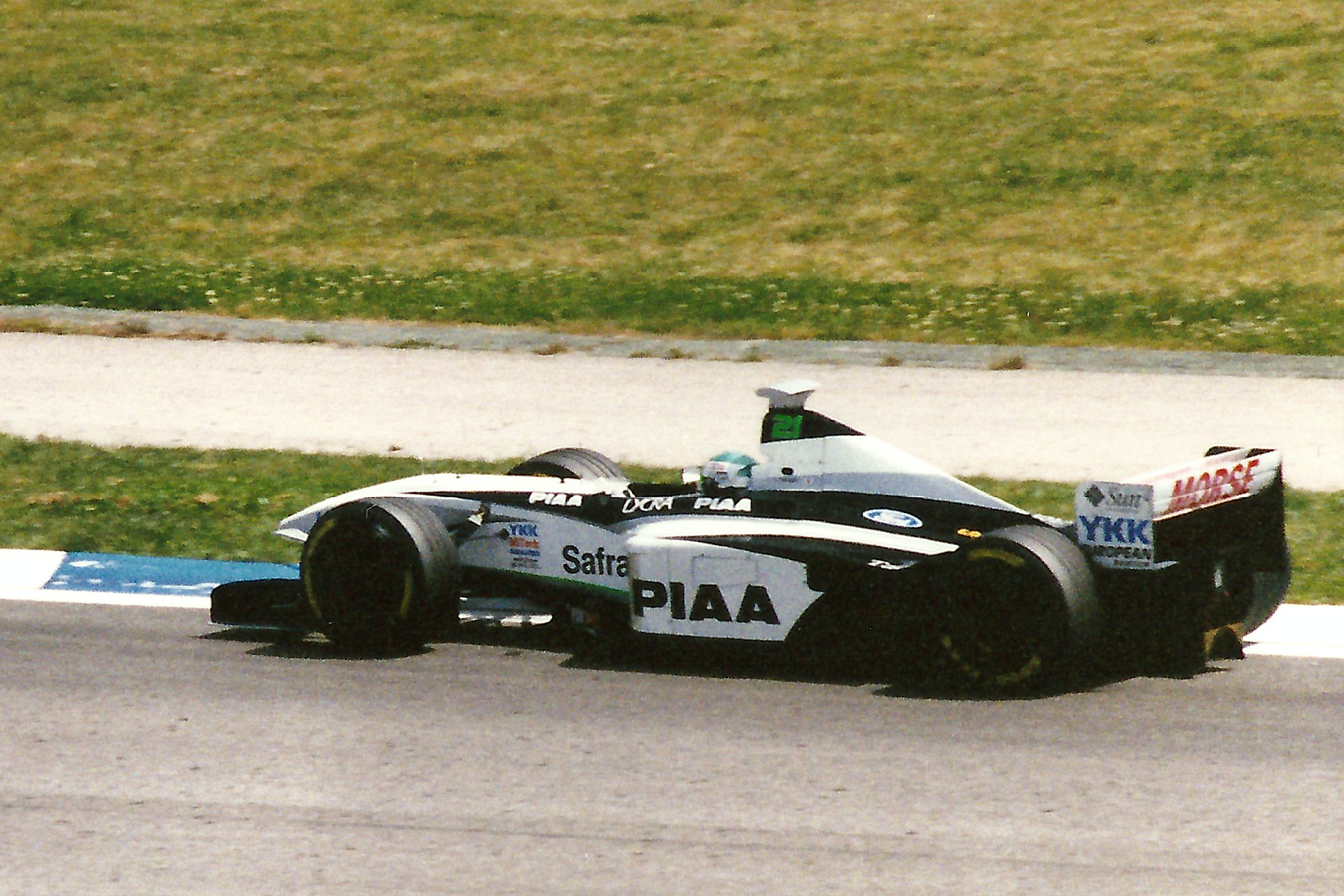
高木虎之介は予選21番手となり、最下位で予選通過した。チームメイトのリカルド・ロセットはポールシッターのタイムの107%より0.065足らず予選落ちとなった。

### 予選
| 順位 | No | ドライバー                       | コンストラクター           | タイム   | 差     |
| ---- | -- | -------------------------------- | -------------------------- | -------- | ------ |
| 1    | 8  | ミカ・ハッキネン                 | マクラーレン・メルセデス   | 1'20.262 |        |
| 2    | 7  | デビッド・クルサード             | マクラーレン・メルセデス   | 1'20.996 | +0.734 |
| 3    | 3  | ミハエル・シューマッハ           | フェラーリ                 | 1'21.785 | +1.523 |
| 4    | 5  | ジャンカルロ・フィジケラ         | ベネトン・プレイライフ     | 1'21.894 | +1.632 |
| 5    | 6  | アレクサンダー・ヴルツ           | ベネトン・プレイライフ     | 1'21.965 | +1.703 |
| 6    | 4  | エディ・アーバイン               | フェラーリ                 | 1'22.350 | +2.088 |
| 7    | 15 | ジョニー・ハーバート             | ザウバー・ペトロナス       | 1'22.794 | +2.532 |
| 8    | 9  | デイモン・ヒル                   | ジョーダン・無限ホンダ     | 1'22.835 | +2.573 |
| 9    | 18 | ルーベンス・バリチェロ           | スチュワート・フォード     | 1'22.860 | +2.598 |
| 10   | 1  | ジャック・ヴィルヌーヴ           | ウィリアムズ・メカクローム | 1'22.885 | +2.623 |
| 11   | 10 | ラルフ・シューマッハ             | ジョーダン・無限ホンダ     | 1'22.927 | +2.665 |
| 12   | 11 | オリビエ・パニス                 | プロスト・プジョー         | 1'22.963 | +2.701 |
| 13   | 2  | ハインツ＝ハラルド・フレンツェン | ウィリアムズ・メカクローム | 1'23.197 | +2.935 |
| 14   | 14 | ジャン・アレジ                   | ザウバー・ペトロナス       | 1'23.327 | +3.065 |
| 15   | 16 | ペドロ・ディニス                 | アロウズ                   | 1'23.704 | +3.442 |
| 16   | 12 | ヤルノ・トゥルーリ               | プロスト・プジョー         | 1'23.748 | +3.486 |
| 17   | 17 | ミカ・サロ                       | アロウズ                   | 1'23.887 | +3.625 |
| 18   | 19 | ヤン・マグヌッセン               | スチュワート・フォード     | 1'24.112 | +3.850 |
| 19   | 23 | エステバン・トゥエロ             | ミナルディ・フォード       | 1'24.265 | +4.003 |
| 20   | 22 | 中野信治                         | ミナルディ・フォード       | 1'24.538 | +4.276 |
| 21   | 21 | 高木虎之介                       | ティレル・フォード         | 1'24.722 | +4.460 |
| DNQ  | 20 | リカルド・ロセット               | ティレル・フォード         | 1'25.946 | +5.684 |

### 決勝
| 順位     | No | ドライバー                       | コンストラクター           | 周回 | タイム    | グリッド | ポイント |
| -------- | -- | -------------------------------- | -------------------------- | ---- | --------- | -------- | -------- |
| 1        | 8  | ミカ・ハッキネン                 | マクラーレン・メルセデス   | 65   | 1:33'38.3 | 1        | 10       |
| 2        | 7  | デビッド・クルサード             | マクラーレン・メルセデス   | 65   | +9.439    | 2        | 6        |
| 3        | 3  | ミハエル・シューマッハ           | フェラーリ                 | 65   | +47.095   | 3        | 4        |
| 4        | 6  | アレクサンダー・ヴルツ           | ベネトン・プレイライフ     | 65   | +1'02.538 | 5        | 3        |
| 5        | 18 | ルーベンス・バリチェロ           | スチュワート・フォード     | 64   | +1 Lap    | 9        | 2        |
| 6        | 1  | ジャック・ヴィルヌーヴ           | ウィリアムズ・メカクローム | 64   | +1 Lap    | 10       | 1        |
| 7        | 15 | ジョニー・ハーバート             | ザウバー・ペトロナス       | 64   | +1 Lap    | 7        |          |
| 8        | 2  | ハインツ＝ハラルド・フレンツェン | ウィリアムズ・メカクローム | 63   | +2 Laps   | 13       |          |
| 9        | 12 | ヤルノ・トゥルーリ               | プロスト・プジョー         | 63   | +2 Laps   | 16       |          |
| 10       | 14 | ジャン・アレジ                   | ザウバー・ペトロナス       | 63   | +2 Laps   | 14       |          |
| 11       | 10 | ラルフ・シューマッハ             | ジョーダン・無限ホンダ     | 63   | +2 Laps   | 11       |          |
| 12       | 19 | ヤン・マグヌッセン               | スチュワート・フォード     | 63   | +2 Laps   | 18       |          |
| 13       | 21 | 高木虎之介                       | ティレル・フォード         | 63   | +2 Laps   | 21       |          |
| 14       | 22 | 中野信治                         | ミナルディ・フォード       | 63   | +2 Laps   | 20       |          |
| 15       | 23 | エステバン・トゥエロ             | ミナルディ・フォード       | 63   | +2 Laps   | 19       |          |
| 16       | 11 | オリビエ・パニス                 | プロスト・プジョー         | 60   | エンジン  | 12       |          |
| リタイア | 9  | デイモン・ヒル                   | ジョーダン・無限ホンダ     | 46   | エンジン  | 8        |          |
| リタイア | 4  | エディ・アーバイン               | フェラーリ                 | 28   | 接触      | 6        |          |
| リタイア | 5  | ジャンカルロ・フィジケラ         | ベネトン・プレイライフ     | 28   | 接触      | 4        |          |
| リタイア | 17 | ミカ・サロ                       | アロウズ                   | 21   | エンジン  | 17       |          |
| リタイア | 16 | ペドロ・ディニス                 | アロウズ                   | 20   | エンジン  | 15       |          |

## 第5戦終了時点でのランキング
| 順位 | ドライバー             | ポイント |
| ---- | ---------------------- | -------- |
| 1    | ミカ・ハッキネン       | 36       |
| 2    | デビッド・クルサード   | 29       |
| 3    | ミハエル・シューマッハ | 24       |
| 4    | エディ・アーバイン     | 11       |
| 5    | アレクサンダー・ヴルツ | 9        |

| 順位 | コンストラクター          | ポイント |
| ---- | ------------------------- | -------- |
| 1    | マクラーレン-メルセデス   | 65       |
| 2    | フェラーリ                | 35       |
| 3    | ウィリアムズ-メカクローム | 14       |
| 4    | ベネトン-プレイライフ     | 10       |
| 5    | ザウバー-ペトロナス       | 4        |

- 注：ドライバー、コンストラクター共にトップ5のみ表示。

## 注
- ファステストラップ：ミカ・ハッキネン 1m 24.275s
- このレースは107%ルールが適用された1998年シーズン初のレースであった。ルールが適用された不幸なドライバーはリカルド・ロセットで、7/100秒足りなかったため予選落ちとなった。

## 参照
1. 1 2 3 4  AtlasF1 (10 May 1998). Hakkinen increases Championship lead (Spanish GP) 2011年11月17日閲覧。.

| 前戦 1998年サンマリノグランプリ   | FIA F1世界選手権 1998年シーズン | 次戦 1998年モナコグランプリ       |
| 前回開催 1997年スペイングランプリ | スペイングランプリ              | 次回開催 1999年スペイングランプリ |

座標: 北緯41度34分9.9秒 東経2度15分26.9秒 / 北緯41.569417度 東経2.257472度